# Oín
Oín (llamada oficialmente Santa María de Oín) es una parroquia y un lugar español del municipio de Rois, en la provincia de La Coruña, Galicia.

## Entidades de población
Entidades de población que forman parte de la parroquia:
- A Ataúde
- A Eirexa
- Antequeira
- A Peruca
- A Pontenova
- Barro
- O Castro
- Oín (Oín de Abaixo)
- Samil

## Demografía

### Parroquia
| Gráfica de evolución demográfica de Oín (parroquia) entre 2000 y 2019 |
|                                                                       |
| Datos según el nomenclátor publicado por el INE.                      |

### Lugar
| Gráfica de evolución demográfica de Oín (lugar) entre 2000 y 2019 |
|                                                                   |
| Datos según el nomenclátor publicado por el INE.                  |